# Jason Johnson (Basketballspieler)
Jason Johnson (* 19. Februar 1977) ist ein ehemaliger US-amerikanisch-österreichischer Basketballspieler.

## Laufbahn
Der 2,02 Meter große Flügel- und Innenspieler gehörte zwischen 1995 und 1999 zur Mannschaft der Tennessee State University. Für diese stand der aus Dyersburg stammende Johnson insgesamt in 111 Spielen auf dem Feld und erzielte dabei im Schnitt 13,5 Punkte sowie 7,1 Rebounds je Begegnung. Mit seiner Gesamtzahl an erzielten Punkten (1494) belegte Johnson bei seinem Abschied 1999 in der ewigen Korbjägerliste der Tennessee State University den neunten Rang.
Johnson wechselte ins Profilager und spielte in der Saison 1999/2000 für den finnischen Verein Korihait, 2000 wechselte er zu den Oberwart Gunners in die österreichische Bundesliga. Er spielte fortan bis zu seinem Rücktritt als Profispieler 2016 durchgängig in Oberwart. Dort lernte er seine spätere Ehefrau kennen, 2004 nahm Johnson die österreichische Staatsbürgerschaft an. 2011 und 2016 wurde er mit der Mannschaft Staatsmeister, zudem erreichte er in seiner Oberwarter Zeit viermal die Vizemeisterschaft (2005, 2007, 2008, 2013) und wurde 2005 und 2016 Sieger des Pokalbewerbs. Er galt als „Vorzeigeprofi“ und war in Oberwart jahrelang Mannschaftskapitän. Neben der Laufbahn als Basketballprofi absolvierte Johnson an der Pädagogischen Hochschule Burgenland in Eisenstadt eine Ausbildung zum akademischen Freizeitpädagogen, welche er 2014 abschloss. Er blieb nach dem Ende seiner Zeit als Basketballprofi in Österreich und wurde beruflich als Jugendpädagoge, Sportlehrer sowie im Nachwuchsbereich der Oberwarter als Trainer tätig. Im März 2018 sprang er als Co-Trainer der Oberwarter Bundesligamannschaft ein. Nach dem Ende der Saison 2017/18 legte er das Amt nieder, um sich wieder in Gänze seiner Arbeit als Pädagoge zu widmen.